# Nancy M. Amato
Nancy Marie Amato (Estados Unidos) es una científica informática estadounidense destacada por su investigación sobre los fundamentos algorítmicos de la planificación del movimiento , la biología computacional , la geometría computacional y la computación paralela . También se destaca por su liderazgo en la ampliación de la participación en la informática.  Actualmente es miembro del comité directivo de CRA-WP (Comité para la Ampliación de la Participación en la Investigación Informática) , del cual es miembro de la junta desde 2000.[cita requerida]

## Educación
Amato obtuvo una Licenciatura en Artes grado en Economía y una Licenciatura en Ciencias con especialización en Matemáticas de la Universidad de Stanford en 1986. Adquirió un doctorado (1995) en Informática  por la Universidad de Illinois en Urbana-Champaign.

## Carrera e investigación
Luego se unió al Departamento de Ciencias de la Computación en la Universidad de Texas A&M como profesora asistente en 1995.  Fue ascendida a profesora asociada en el 2000, a profesora en el 2004 y a profesora Unocal en el 2011. 
En julio de 2018, Amato fue nombrada la próxima jefe del Departamento de Ciencias de la Computación en la Universidad de Illinois en Urbana-Champaign , inició esta función en enero de 2019.
Amato tiene varios resultados notables. Su artículo sobre métodos probabilísticos de hoja de ruta (PRM) es uno de los artículos más importantes sobre PRM.  Describe la primera variante de PRM que no utiliza un muestreo uniforme en el espacio de configuración del robot.  Escribió un artículo seminal con uno de sus alumnos que muestra cómo se puede aplicar la metodología de PRM a los movimientos de proteínas y en particular al plegamiento de proteínas. Este enfoque ha abierto una nueva área de investigación en biología computacional. Otro artículo que escribió con sus estudiantes representa un gran avance al mostrar cómo se pueden calcular estadísticas globales del paisaje energético, como las tasas de plegamiento relativas y la cinética de la población para las proteínas de los paisajes aproximados calculados por el método basado en PRM de Amato.  En otro artículo, ella y una estudiante introdujeron una técnica novedosa, la descomposición aproximada convexa (ACD), para dividir un poliedro en piezas aproximadamente convexas.  Amato también codirige el proyecto STAPL con Lawrence Rauchwerger, científico informático en la facultad de la Universidad de Illinois en Urbana-Champaign.  STAPL es una biblioteca paralela de C ++.

### Premios y honores
Sus otros premios notables incluyen: 
- Nominado a ACM Fellow en 2018 por la Asociación para el Avance de la Inteligencia Artificial[9]
- Nominado a ACM Fellow en 2015 por la Asociación de maquinaria de computación[10]
- En 2010, fue nombrada miembro del Instituto de Ingenieros Eléctricos y Electrónicos (IEEE) "Por sus contribuciones a los fundamentos algorítmicos de la planificación del movimiento en robótica y biología computacional".[11]
- Premio Nico Habermann en 2014[12] de la Asociación de investigación en computación A.
- Miembro de la Asociación Americana para el Avance de la Ciencia (AAAS) 2013[13] por sus contribuciones a los fundamentos algorítmicos de la planificación del movimiento, la biología computacional, la geometría computacional y la computación paralela.
- Premio Hewlett-Packard / Harriett B. Rigas, 2013.[14]
- Miembro Distinguido de la ACM en 2012[15]